# Иоанн Ангел (сын Исаака II Ангела)
Иоанн Ангел (греч. Ιωάννης ο Άγγελος; около 1193 — до 1250) — византийский принц, позже эмигрировавший в Венгрию. Был губернатором Срема с 1227 по 1250.

## Биография
Иоанн Ангел был сыном византийского императора Исаака II Ангела от второго брака с Маргаритой Венгерской, дочерью короля Белы III. У Иоанна был единокровный брат — будущий император Алексей IV Ангел, две единокровные сестры Ирина и Ефросинья-Анна (дети Исаака II от первого брака), а также полнородный брат Мануил.
В 1195 году его отец был свергнут, но впоследствии вернул власть в 1203 году вместе с Алексеем IV. Через год оба были свергнуты и убиты. Маргарита и её сыновья пережили осаду Константинополя. Вскоре они уехали в Салоники, где мать Иоанна вышла замуж за Бонифация Монфератского. В 1207 году после смерти Бонифация и провозглашения королём Фессалоников их единоутробного брата Димитрия под регентством их матери братья Иоанн и Мануил остались при Фессалоникском дворе.
После совершеннолетия Димитрия и третьего брака Маргариты, около 1220 года семья переехала в Венгрию, где Иоанн поступил на королевскую службу. Король Венгрии Андраш II подарил своей сестре Маргарите владения в Южной Венгрии, которые впоследствии унаследовали её сыновья Иоанн и Вильгельм де Сент-Омер (сын Маргариты от третьего брака). Иоанн правил Сремом и землями южнее Савы, включая Белград и Максо по крайней мере до 1242 года или чуть позже.
В 1225 году архиепископ Угрин Чак попытался организовать боснийский крестовый поход, и поручил это дело местным феодалам, включая Иоанна, выделив ему 200 серебрянных марок, Иоанн так и не выступил в поход несмотря на напоминания папы о его обязательствах.
В 1230-х и начале 1240-х годов Иоанн продолжал играть важную роль как в доверенных ему южных регионах, так и королевском дворе. Он умер вероятно в 1250 году, поскольку в июле того же года его жена Матильда упоминается как «благородная дама, вдова лорда Иоанна, графиня Пожега», так и в более поздних документах связанных с замужеством его дочери, он также назывался умершим.